# Masters de Cincinnati 2014
El Western & Southern Open 2014 es un torneo de tenis que pertenece tanto a la ATP en la categoría de ATP World Tour Masters 1000 como a la WTA en la categoría Premier 5. Se disputa del 11 al 17 de agosto de 2014 en Cincinnati, Estados Unidos sobre canchas duras, el cual pertenece a un conjunto de torneos que forman al US Open Series 2014.

## Cabeza de serie

### Individual Masculino
Los cabeza de series están establecidos al ranking del 28 de julio. El ranking está actualizado a la de la semana del 4 de agosto.
| Semb. | Rk. | Jugador               | Puntos Antes | Puntos a Defender | Puntos Ganados | Puntos Después | Actuación en el Torneo                          |
| ----- | --- | --------------------- | ------------ | ----------------- | -------------- | -------------- | ----------------------------------------------- |
| 1     | 1   | Novak Djokovic        | 12,860       | 180               | 90             | 12,770         | Tercera Ronda, perdió ante Tommy Robredo [16]   |
| 2     | 3   | Roger Federer         | 6,670        | 180               | 1000           | 7,490          | Campeón ante David Ferrer [6]                   |
| 3     | 4   | Stan Wawrinka         | 5,850        | 90                | 180            | 5,940          | Cuartos de final, perdió ante Julien Benneteau  |
| 4     | 5   | Tomáš Berdych         | 4,410        | 360               | 10             | 4,060          | Segunda Ronda, perdió ante Lu Yen-hsun          |
| 5     | 6   | Milos Raonic          | 3,955        | 90                | 360            | 4,225          | Semifinal, perdió ante Roger Federer [2]        |
| 6     | 7   | David Ferrer          | 4,255        | 90                | 600            | 4,765          | Final, perdió ante Roger Federer [2]            |
| 7     | 8   | Grigor Dimitrov       | 3,620        | 90                | 10             | 3,540          | Segunda Ronda, perdió ante Jerzy Janowicz       |
| 8     | 9   | Andy Murray           | 3,150        | 180               | 180            | 3,150          | Cuartos de final, perdió ante Roger Federer [2] |
| 9     | 13  | Ernests Gulbis        | 2,545        | 10                | 45             | 2,580          | Segunda Ronda, perdió ante Steve Johnson [WC]   |
| 10    | 15  | Richard Gasquet       | 2,370        | 45                | 10             | 2,335          | Primera Ronda, baja ante Julien Benneteau       |
| 11    | 14  | John Isner            | 2,435        | 600               | 90             | 1,925          | Tercera Ronda, perdió ante Andy Murray [8]      |
| 10    | 12  | Jo-Wilfried Tsonga    | 2,910        | 0                 | 10             | 2,920          | Primera Ronda, perdió ante Mijaíl Yuzhny        |
| 13    | 15  | Roberto Bautista Agut | 1,795        | 0                 | 45             | 1,840          | Segunda Ronda, perdió ante Gael Monfils         |
| 14    | 16  | Marin Čilić           | 1,755        | 0                 | 90             | 1,845          | Tercera Ronda, perdió ante Stan Wawrinka [3]    |
| 15    | 18  | Fabio Fognini         | 1,710        | 0                 | 180            | 1,890          | Cuartos de final, perdió ante Milos Raonic [5]  |
| 16    | 19  | Tommy Robredo         | 1,735        | 90                | 180            | 1,825          | Cuartos de final, perdió ante David Ferrer [6]  |

#### Bajas masculinas
| Ranking | Jugador               | Puntos Antes | Puntos a Defender | Puntos Ganados | Puntos Después | Baja debido a    |
| ------- | --------------------- | ------------ | ----------------- | -------------- | -------------- | ---------------- |
| 2       | Rafael Nadal          | 11,670       | 1,000             | 0              | 10,670         | Lesión de Muñeca |
| 10      | Juan Martín del Potro | 2,770        | 360               | 0              | 2,410          | Lesión de Muñeca |
| 11      | Kei Nishikori         | 2,690        | 10                | 0              | 2,680          | Lesión de Pie    |

### Dobles masculino
| Tenista                                 | Ranking | Preclasificada |
| --------------------------------------- | ------- | -------------- |
| Bob Bryan Mike Bryan                    | 2       | 1              |
| Alexander Peya Bruno Soares             | 6       | 2              |
| Daniel Nestor Nenad Zimonjić            | 11      | 3              |
| Ivan Dodig Marcelo Melo                 | 16      | 4              |
| Leander Paes Radek Štepánek             | 20      | 5              |
| Julien Benneteau Édouard Roger-Vasselin | 22      | 6              |
| Marcel Granollers Marc López            | 28      | 7              |
| David Marrero Fernando Verdasco         | 28      | 8              |

### Individuales femenino
| Semb. | Rk. | Jugador              | Puntos Antes | Puntos a Defender | Puntos Ganados | Puntos Después | Actuación en el Torneo                                |
| ----- | --- | -------------------- | ------------ | ----------------- | -------------- | -------------- | ----------------------------------------------------- |
| 1     | 1   | Serena Williams      | 9,150        | 620               | 900            | 9,430          | Campeona vs Ana Ivanovic [9]                          |
| 2     | 3   | Simona Halep         | 6,785        | 225               | 190            | 6,750          | Cuartos de final, perdió ante María Sharápova [5]     |
| 3     | 4   | Petra Kvitová        | 5,930        | 125               | 60             | 5,865          | Segunda Ronda, perdió ante Elina Svitolina            |
| 4     | 5   | Agnieszka Radwańska  | 5,625        | 225               | 190            | 5,590          | Cuartos de final, perdió ante Caroline Wozniacki [12] |
| 5     | 6   | María Sharápova      | 4,986        | 1                 | 350            | 5,335          | Semifinales, perdió ante Ana Ivanovic [9]             |
| 6     | 7   | Angelique Kerber     | 4,570        | 125               | 105            | 4,550          | Tercera Ronda, perdió ante Caroline Wozniacki [12]    |
| 7     | 8   | Eugenie Bouchard     | 4,450        | 70                | 60             | 4,440          | Segunda Ronda, perdió ante Svetlana Kuznetsova        |
| 8     | 9   | Jelena Janković      | 3,900        | 395               | 190            | 3,695          | Cuartos de final, perdió ante Serena Williams [1]     |
| 9     | 10  | Ana Ivanovic         | 3,605        | 1                 | 585            | 4,189          | Final, perdió ante Serena Williams [1]                |
| 11    | 12  | Dominika Cibulková   | 3,002        | 1                 | 1              | 3,002          | Primera Ronda, perdió ante Anastasiya Pavliuchenkova  |
| 12    | 13  | Caroline Wozniacki   | 3,130        | 225               | 350            | 3,255          | Semifinales, perdió ante Serena Williams [1]          |
| 13    | 14  | Flavia Pennetta      | 2,970        | 1                 | 105            | 3,074          | Tercera Ronda, perdió ante Serena Williams [1]        |
| 14    | 15  | Sara Errani          | 2,910        | 125               | 60             | 2,845          | Segunda Ronda, perdió ante Sabine Lisicki             |
| 15    | 16  | Carla Suárez Navarro | 2,785        | 1                 | 105            | 2,889          | Tercera Ronda, perdió ante Elina Svitolina            |
| 16    | 17  | Lucie Šafářová       | 2,750        | 1                 | 105            | 2,913          | Tercera Ronda, perdió ante Simona Halep [2]           |

#### Bajas Femeninas
| Ranking | Jugadora          | Puntos Antes | Puntos a Defender | Puntos Ganados | Puntos Después | Baja debido a     |
| ------- | ----------------- | ------------ | ----------------- | -------------- | -------------- | ----------------- |
| 2       | Na Li             | 6,565        | 395               | 0              | 6,170          | Lesión de Rodilla |
| 11      | Victoria Azarenka | 3,683        | 900               | 0              | 2,783          | Lesión de Rodilla |

### Dobles femenino
| Tenista                              | Ranking | Preclasificada |
| ------------------------------------ | ------- | -------------- |
| Sara Errani Roberta Vinci            | 2       | 1              |
| Hsieh Su-wei Peng Shuai              | 7       | 2              |
| Květa Peschke Katarina Srebotnik     | 13      | 3              |
| Cara Black Sania Mirza               | 15      | 4              |
| Yekaterina Makárova Yelena Vesniná   | 17      | 5              |
| Tímea Babos Kristina Mladenovic      | 27      | 6              |
| Raquel Kops-Jones Abigail Spears     | 36      | 7              |
| Ala Kudriávtseva Anastasia Rodionova | 40      | 8              |

## Campeones

### Individual masculino
Roger Federer venció a  David Ferrer por 6-3, 1-6, 6-2.

### Individual femenino
Serena Williams venció a  Ana Ivanović por 6-4, 6-1.

### Dobles masculino
Bob Bryan /  Mike Bryan vencieron a  Vasek Pospisil /  Jack Sock por 6-3, 6-2.

### Dobles femenino
Raquel Kops-Jones /  Abigail Spears vencieron a  Tímea Babos /  Kristina Mladenovic por 6-1, 2-0, ret.